# 泰达足球场
39°01′49.9″N 117°43′08.7″E / 39.030528°N 117.719083°E
泰达足球场是一座位于中國天津市滨海新区的专业足球场。球场建造、场地尺寸完全符合国际足联标准，因此也符合奥林匹克和世界杯的规格标准。泰达足球场于2005年度中国建筑工程鲁班奖。国际足联体育场馆安全技术主任沃尔特·盖格2004年4月7日对天津泰达足球场进行了实地考察，他表示：“这座场馆在亚洲乃至世界都是第一流的，足球场从设计到施工都非常完美。”

## 历史

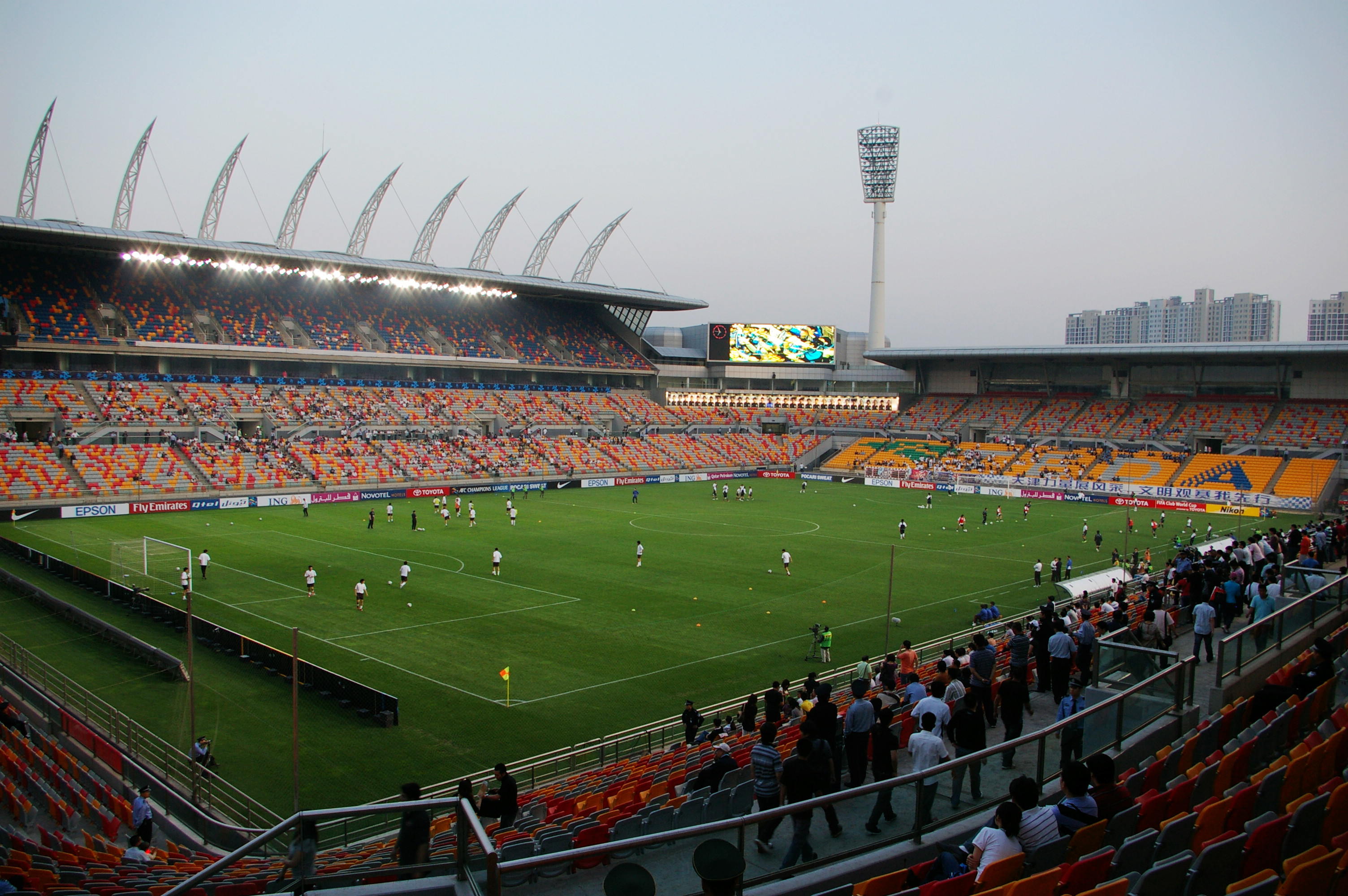
2009年的泰达足球场

泰达足球场落成后的首场比赛为2004年4月25日由天津泰达-澳大利亚南墨尔本的友谊赛，天津泰达以2比1获胜。
2004年5月15日，泰达足球场承办了首届中国足球超级联赛的开幕式，随后举行了首场正式比赛，由天津泰达对阵重庆力帆。
泰达球场落成典礼暨文艺晚会亦于2004年4月30日举行，周杰伦，S.H.E，徐怀钰演艺明星受邀演出。
在2015年天津港危化品仓库爆炸事故中，球场受损严重，加之固有的地面沉降问题，被迫关闭。据《今晚报》报道，在2017年底，修复计划已启动。同时，泰达足球场亦成为2023年亞足聯亞洲盃原定的比赛场地，惟赛事因新冠疫情而不再由中国主办。据《天津日报》报道，球场施工计划将于2022年12月前完成。
2023年7月，泰达足球场完成翻修工程，作为天津津门虎足球俱乐部的两个主场之一，首场赛事是7月21日天津对阵深圳队的中超联赛比赛。

## 建筑

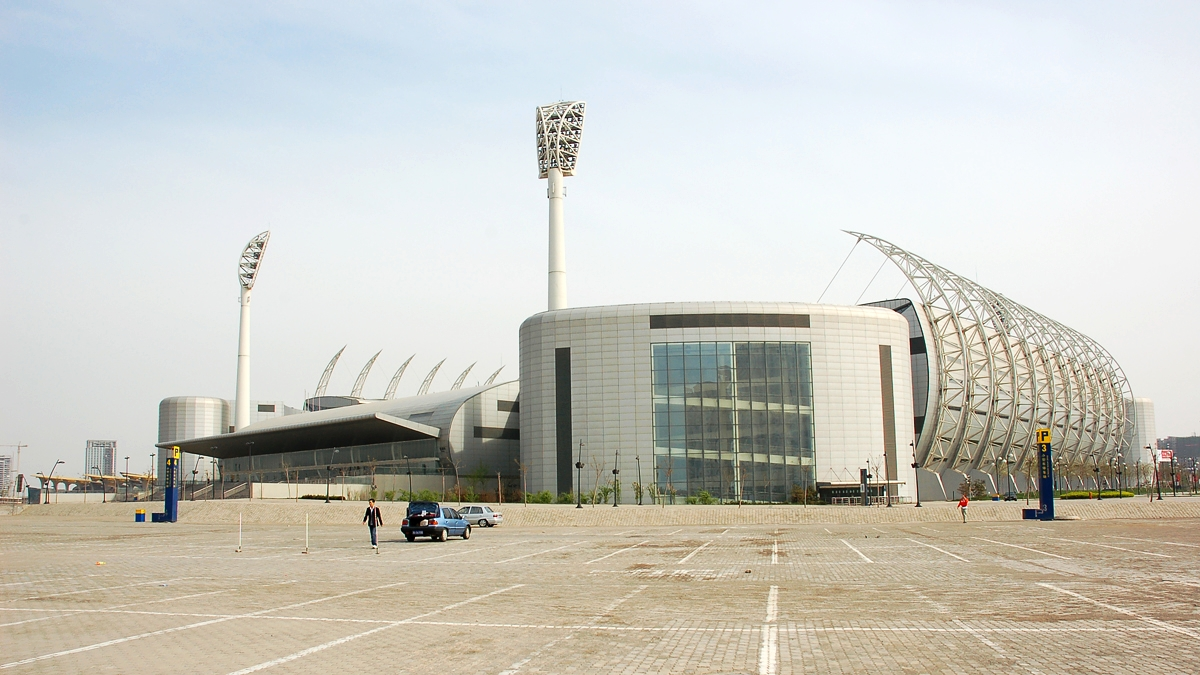
泰达足球场建筑

泰达足球场按照国际足联标准建设，因而场内不设田径跑道，使得观众可以近距离观看比赛。足球场东西两侧看台为四层，南北两侧看台为二层，三层看台为贵宾包厢，席位总数可达34559个；看台下部设计有比赛附属用房、观众服务用房等附属空间。
泰达足球场为专用足球场，场地尺寸长为105米，宽为68米，场地四周设有深1.4米、宽1.8米的安全壕沟，比赛场地的表层设有加热系统，以防天气寒冷时造成草皮结冻，可承办所有洲际足球比赛，被认为是亚洲乃至世界第一流的足球场地。
场馆呈长方形，罩棚为弧形结构，外围有弧形的桅杆林立，类似太空舱的造型，具有现代感。

## 场馆实景

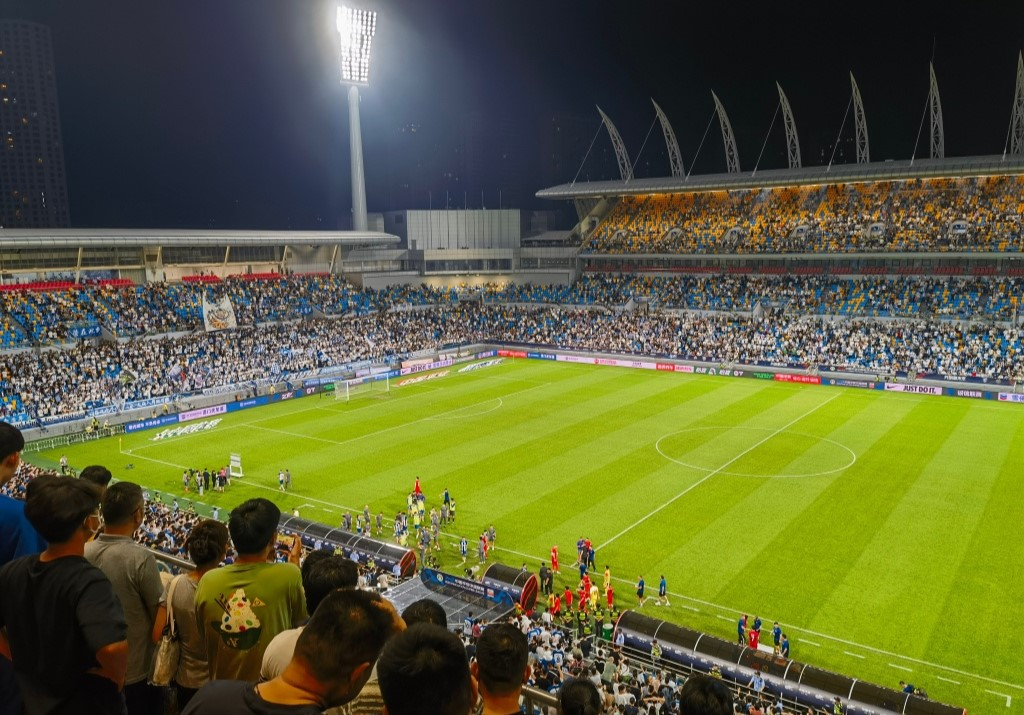
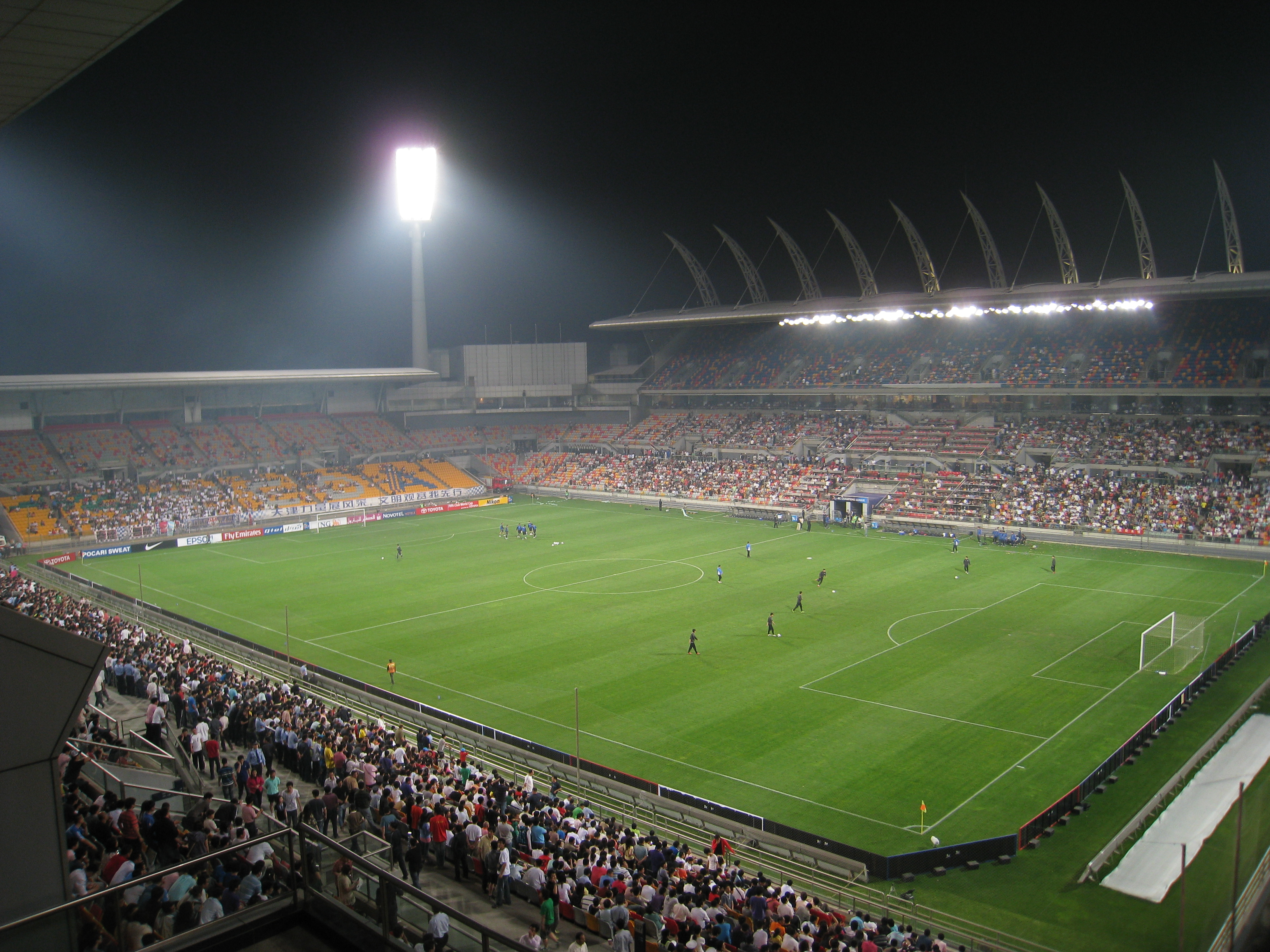
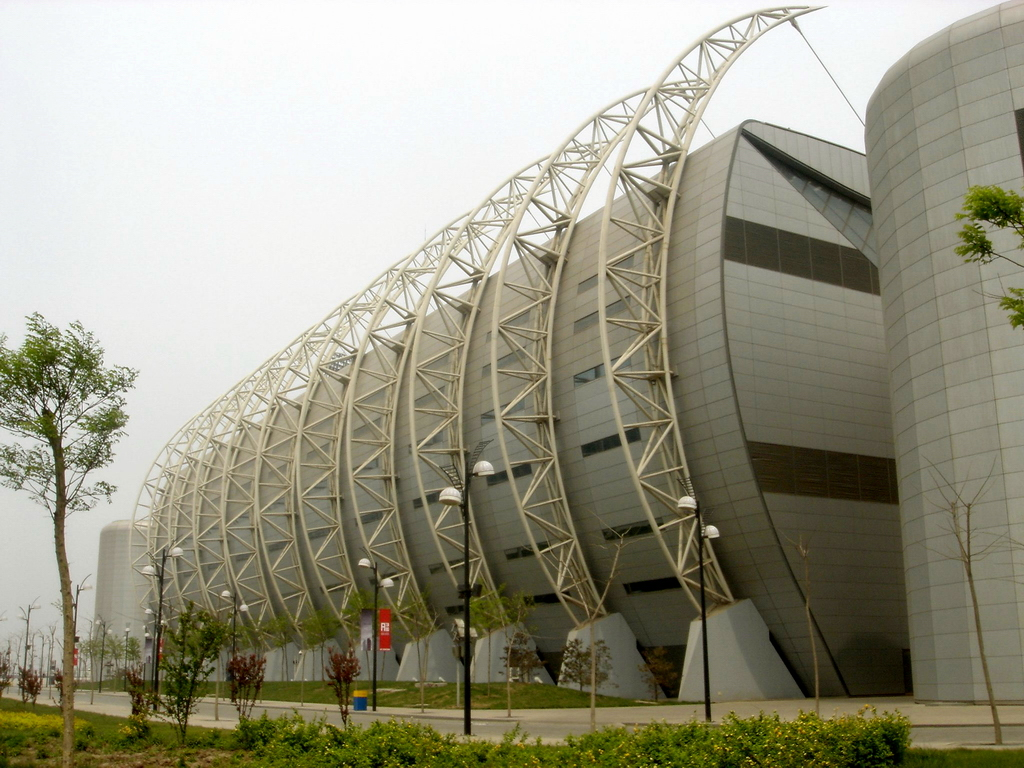
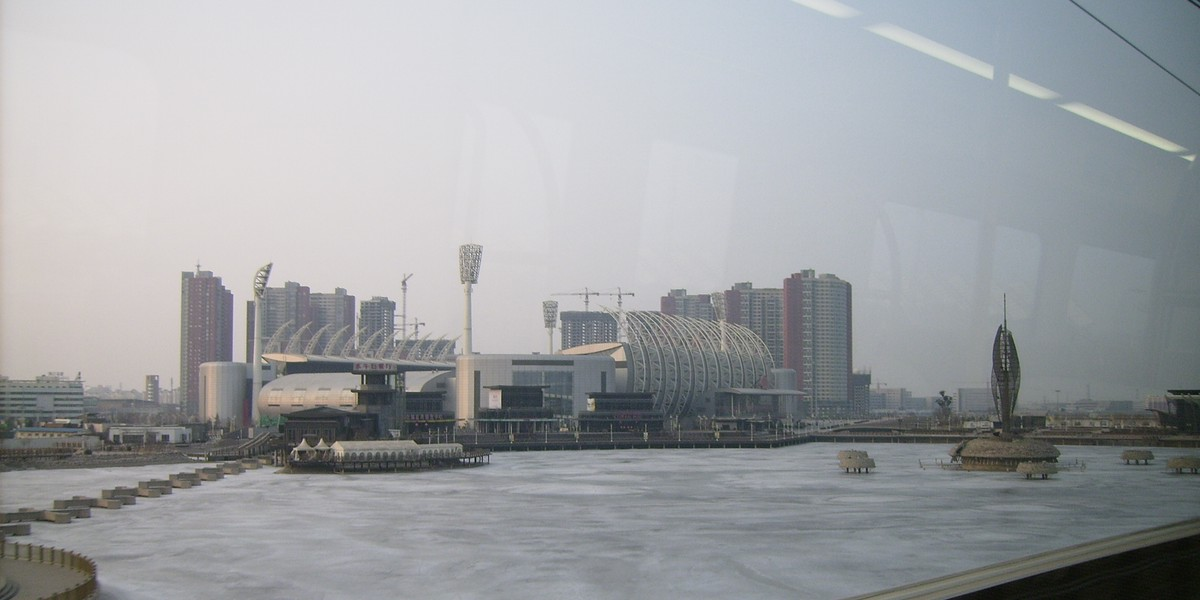
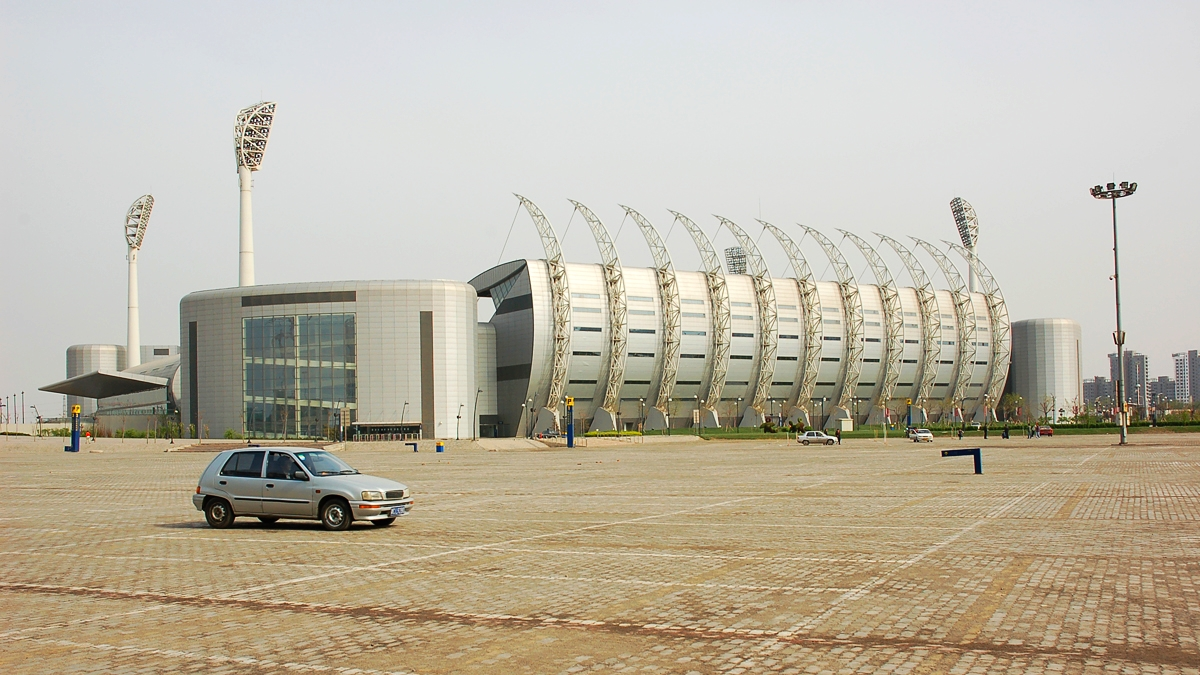
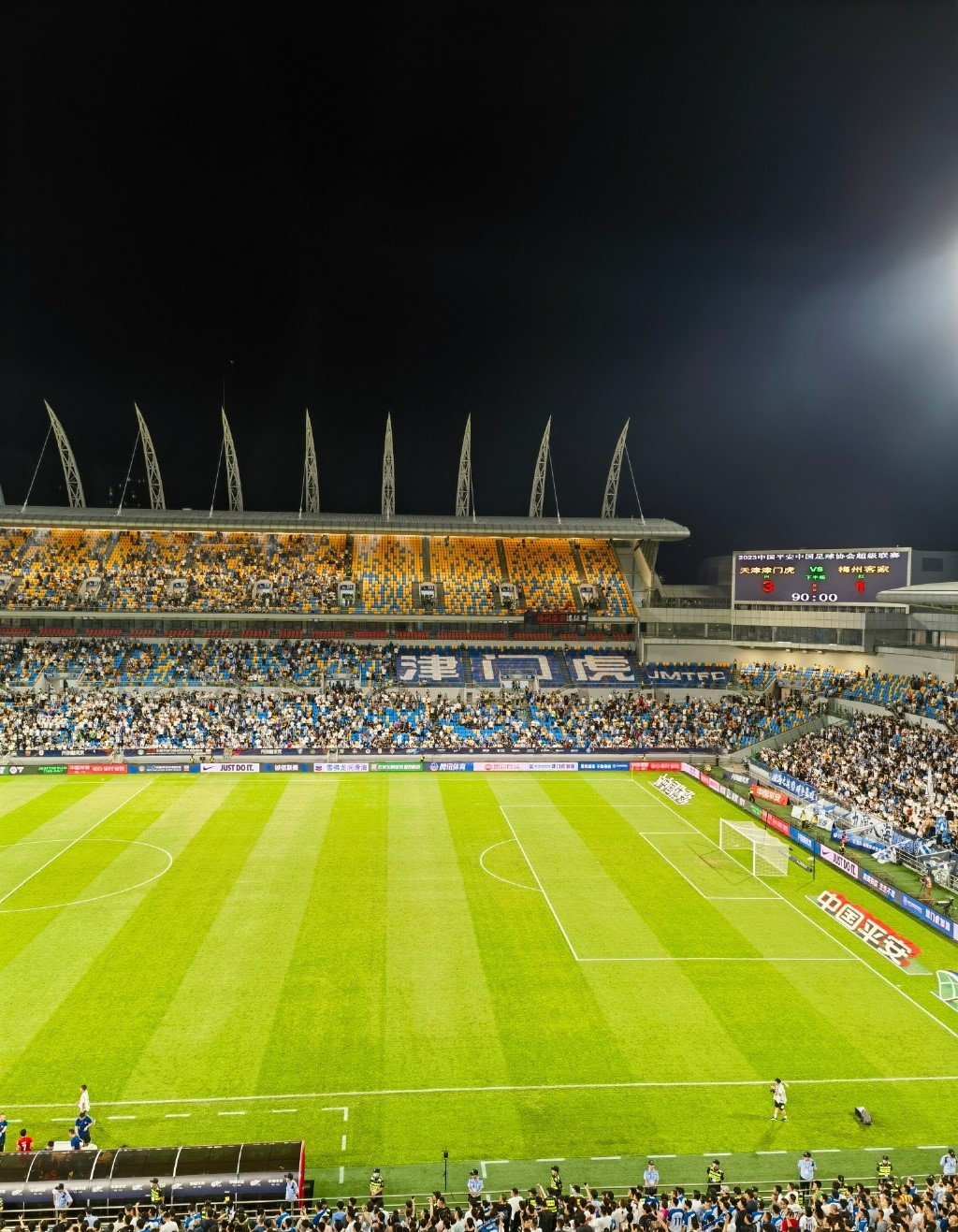